# Michail Sergejewitsch Babuschkin

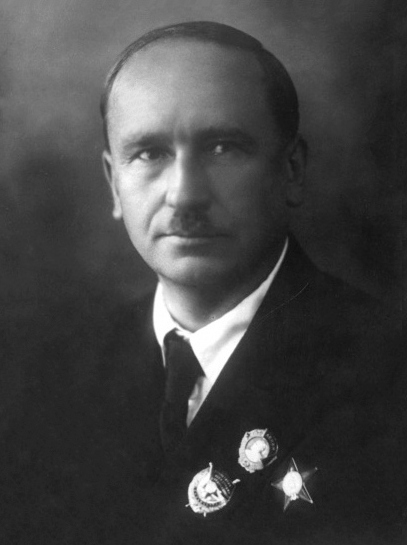
Michail Babuschkin (1938)

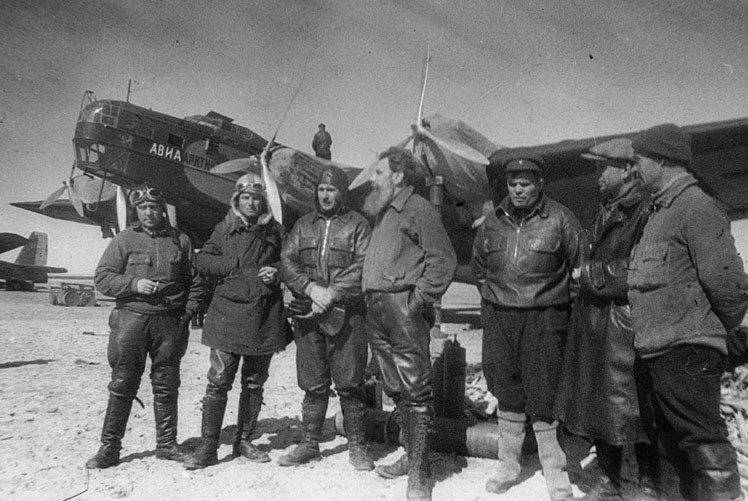
Babuschkin (3.v.l.) als Teilnehmer von Nordpol-1. In der Bildmitte der Expeditionsleiter Otto Schmidt, rechts daneben Michail Wodopjanow.

Michail Sergejewitsch Babuschkin (russisch Михаил Сергеевич Бабушкин; * 24. Septemberjul. / 6. Oktober 1893greg. in Bordino bei Moskau; † 18. Mai 1938 bei Archangelsk) war ein sowjetischer Pilot, der vor allem durch seine Flüge zur Erkundung der Arktis in den 1930er Jahren Bekanntheit erlangte.

## Leben
Michail Babuschkin wurde in Bordino, einem Vorort Moskaus, der 1960 eingemeindet wurde, als Sohn eines Schlossers geboren. In seiner Kindheit musste er zum Lebensunterhalt der Familie beitragen und half unter anderem in einem Kolonialwarenladen aus. Später übernahm er Tätigkeiten als Hilfsschlosser, die er von seinem Vater gelernt hatte, oder auch als Elektriker. Nach Ausbruch des Ersten Weltkrieges wurde er 1914 zur Armee eingezogen und zur Pilotenausbildung an die neu gegründete Fliegerschule Gattschina kommandiert, die er im Herbst 1915 abschloss. Anschließend fand er dort als Instrukteur Verwendung. Nach der Oktoberrevolution von 1917, die Babuschkin in Sankt Petersburg miterlebte, kämpfte er im nachfolgenden Bürgerkrieg, wobei er auch verwundet wurde, gegen die Weiße Armee.
1925 kam er erstmals mit der Arktisfliegerei in Kontakt, als er während der Jagdsaison im Februar den Auftrag erhielt, zusammen mit dem Piloten Tomaschewski Kolonien von Sattelrobben im Weißen Meer aufzuspüren. Der zu diesem Zweck erstmalige Einsatz eines Flugzeugs und die Zusammenarbeit mit den Robbenjägern erwiesen sich als so erfolgreich, dass Babuschkin die Erkundungsflüge acht Jahre lang durchführte und sich dabei zu einem der erfahrensten Polarflieger der Sowjetunion entwickelte.
Der internationalen Öffentlichkeit wurde er im Mai 1928 bei der Rettungsaktion für das in der Arktis verunglückte Luftschiff Italia, dessen Besatzung samt dem Expeditionsleiter Umberto Nobile auf einer Eisscholle gestrandet war, ein Begriff. Mit einer an Bord des Schiffes Malygin transportierten F 13 mit dem Kennzeichen RR–DAS führte Babuschkin 15 Suchflüge durch und landete dabei mehrmals auf einer driftenden Eisscholle, was vor ihm noch niemand während des arktischen Sommers versucht haben soll und ihm eine Betitelung als „Der erste Eisflieger“ in den Medien sowie die Verleihung des Rotbannerordens am 8. Oktober 1928 eintrug. Vom Flugzeugbauer Hugo Junkers erhielt er für diese Demonstration der Leistungsfähigkeit des Typs am 11. August neben einem Anerkennungsschreiben die Goldene Junkersnadel. Die Besatzung der Italia wurde letztlich vom Eisbrecher Krassin gerettet.
1934 war Babuschkin Mitglied der Tscheljuskin-Expedition und unternahm mit seinem an Bord mitgeführtem Sch-2-Flugboot Aufklärungsflüge über der Tschuktschensee. Beim Untergang des im Packeis eingeschlossenen Schiffes am 13. Februar konnte das Flugzeug zwar von Bord gebracht werden, wurde dabei aber stark beschädigt. Mit der notdürftig reparierten Maschine und seinem Mechaniker Walawin an Bord schaffte es Babuschkin, am 2. April nach Wankarem zu fliegen, wo Georgi Uschakow die Rettung der Schiffbrüchigen organisierte. Die übrige Besatzung wurde bis zum 13. April per Flugzeug vom Eis gerettet. 1935 erfolgte sein Eintritt in die Kommunistische Partei.
Auch an der Errichtung der ersten sowjetischen Polarstation Nordpol-1 war Babuschkin beteiligt. Bei der aus vier Flugzeugen vom Typ ANT-6 bestehenden Staffel, die die Ausrüstung der Station transportierten, fungierte er in der Führungsmaschine von Michail Wodopjanow mit dem Kennzeichen N-170 als 2. Pilot. Deren Besatzung waren die ersten Menschen, die mit einem Flugzeug am Nordpol landeten.
Ab August 1937 beteiligte er sich als Kommandant einer Viererstaffel ANT-6 an der laufenden Suche nach dem Flugzeug von Sigismund Lewanewski, das bei einem Langstreckenrekordversuch über der Arktis verschwand und bis heute nicht gefunden wurde. Die Flugzeuge waren zuvor für Einsätze in der Polarnacht mit Suchscheinwerfern an Heck und Tragflächen sowie Leuchtraketen ausgerüstet worden. Im November erreichte die Gruppe die Einsatzbasis auf der Rudolf-Insel, konnte aber wegen des extrem schlechten Wetters erst im Februar folgenden Jahres die Suchflüge aufnehmen. Bei der Rückkehr von der Polarstation Buchta Tichaja auf der Hooker-Insel, zu der Babuschkin zusammen mit Boris Tschuchnowski geflogen war, um die Vorräte zu erneuern, wurde Babuschkin bei einer harten Landung auf der Rudolf-Insel verletzt. Im Mai 1938 wurde die Suche nach Lewanewski eingestellt und Babuschkins Besatzung erhielt den Befehl zur Rückkehr nach Moskau. Auf dem Rückflug verunglückte seine ANT-6 mit dem Kennzeichen N–212 nach einem Zwischenaufenthalt in Archangelsk am 18. Mai 1938 kurz nach dem Start zum Weiterflug und stürzte im Gebiet der Nördlichen Dwina ab, wobei alle Mitglieder der vierköpfigen Besatzung ums Leben kamen. Babuschkin wurde nach Moskau überführt und auf dem Nowodewitschi-Friedhof beigesetzt.
Ihm zu Ehren trägt seit 1958 die Babuschkin-Insel in der Antarktis seinen Namen.